# Emancipationsproklamationen
Emancipationsproklamationen (engelska: Emancipation Proclamation) kungjordes av USA:s president Abraham Lincoln den 22 september 1862, under amerikanska inbördeskriget. I denna förklarades alla slavar vara fria från och med 1 januari 1863 i de konfedererade stater som ännu befann sig i väpnat uppror mot den federala statsmakten. 

## Bakgrund
Slavstater som förblev lojala till unionen, dvs Kentucky, Missouri, Maryland och Delaware omfattades inte av proklamationen, och stater som frivilligt återanslöt sig till unionen före 1863 års utgång utlovades på lösa grunder att få behålla slaveriet. Proklamationen användes alltså, och motiverades ursprungligen som ett förhandlingsmedel för att hota konfederationen med ekonomisk ruin om de inte kapitulerade. Det nyttjades även i krigspropagandan för att öka fokus på övergrepp som slaveriet innebar i konfederationen. Före emancipationsproklamationen hade kriget uteslutande betraktats som en tvist om rättsfrågan huruvida de elva sydstaterna kunde tillåtas utträda ur USA.
1865 ratificerades det trettonde tillägget till USA:s konstitution, vilket förbjuder slaveri och ofrivillig träldom förutom som straff för begånget brott. Detta utsträckte emancipationsproklamationen, som genom unionens seger inneburit att cirka 3,5 miljoner förslavade afroamerikaner befriats, till samtliga förslavade i USA (ytterligare omkring 500 000 slavar i unionsstater). Proklamationen och dess juridiska giltighet, som av vissa sågs som ogiltig och antingen beroende av krigslagar eller ett extremt och möjligen olagligt utvidgande av presidentmakten, blev därmed irrelevant som verktyg för slaveriets avskaffande. Den hänvisades dock till i Martin Luther Kings I Have A Dream-tal drygt 100 år senare, den 28 augusti 1963.

## Lincoln och hans kabinett

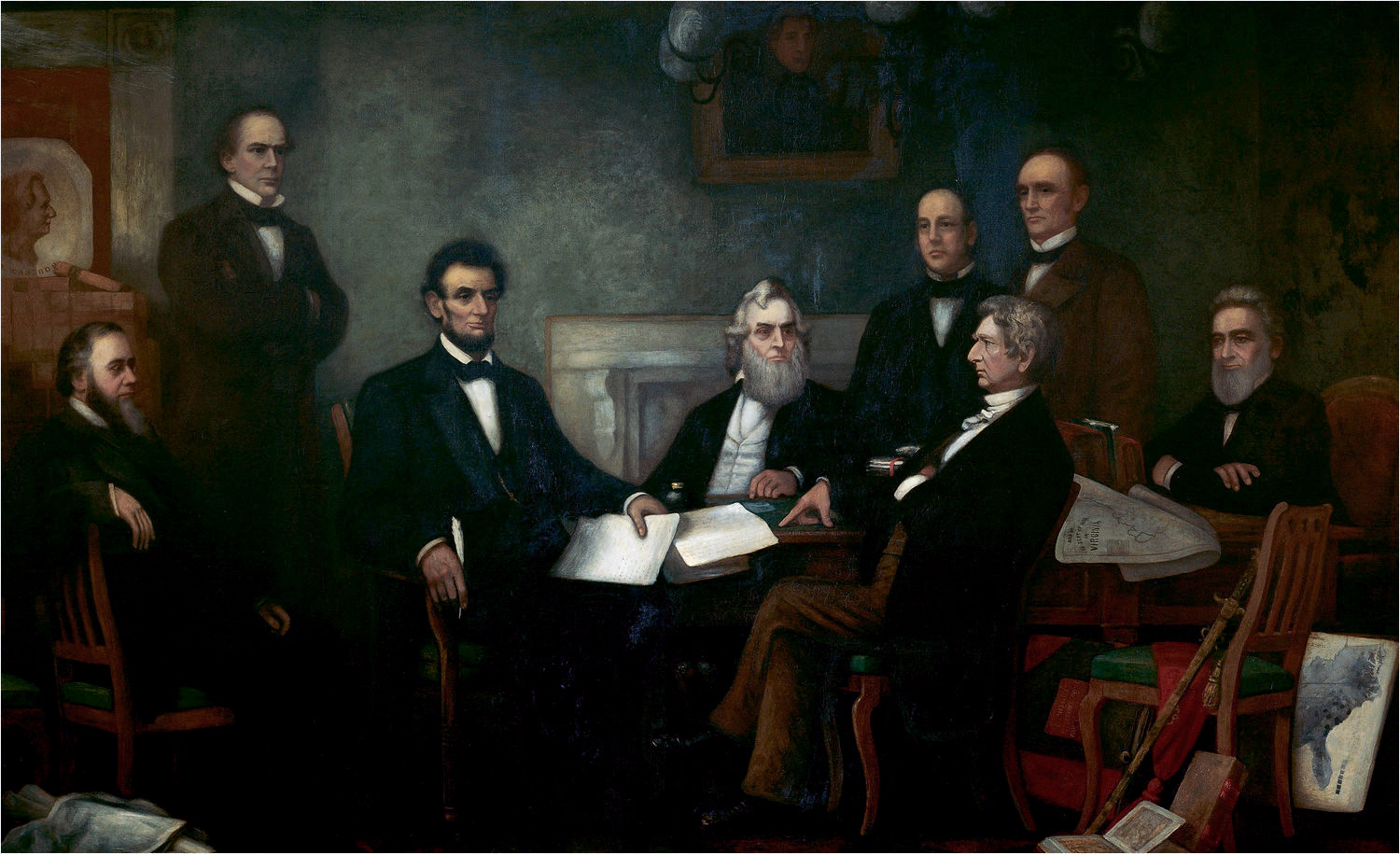
På denna symboliska målning från 1864 är president Lincoln och hans kabinett grupperade efter sin inställning till emancipationsproklamationen, med de mest positiva och pådrivande till vänster och de mest negativa till höger. Från vänster till höger återfinns krigsministern Edwin M. Stanton, finansministern Salmon P. Chase, president Lincoln, marinministern Gideon Welles, inrikesministern Caleb Blood Smith, utrikesministern William H. Seward, postministern Montgomery Blair och justitieministern Edward Bates.